# Cheilopogon katoptron
Cheilopogon katoptron är en fiskart som först beskrevs av Bleeker, 1865.  Cheilopogon katoptron ingår i släktet Cheilopogon och familjen Exocoetidae. Inga underarter finns listade i Catalogue of Life.